# Our Time
Our Time è un singolo della cantante pop inglese Lily Allen. È il terzo singolo estratto dal suo terzo album in studio, Sheezus.

## Video musicale
Il videoclip è stato pubblicato su YouTube il 10 marzo, giorno di uscita del singolo. Nel video Allen cambia più volte il personaggio che interpreta nelle strade di Londra.